# Академічне веслування на Літній універсіаді 2013
Змагання з академічного веслування на XXVII Всесвітнії Літній Універсіаді пройшли з 6 по 8 липня. Було розіграно 13 комплектів нагород. За загальною кількістю нагород перше місце посіла збірна України, яка завоювала 8 нагород (1 золото, 4 срібла та 3 бронзи). Перше місце в загальному медальному заліку посіла збірна Росії, яка завоювала 3 золотих, 1 срібну та 3 бронзові медалі.

## Події
Пройшло вісім змагань для чоловіків та шість для жінок. Змагання включали використання двох типів човни (важких та легких), і два стилі веслування: орні веслування, де спортсмени використовують по одному веслу, і парне веслування, де використовувалася пара весел.

## Календар
| П | Попередній раунд | ½ | Півфінали | Ф | Фінал |

| Турнір                   | Турнір   | 6 липня [[День 1 | 7 липня [[День 2 | 7 липня [[День 2 | 8 липня [[День 3 |
| ------------------------ | -------- | ---------------- | ---------------- | ---------------- | ---------------- |
| Одиночки                 | чоловіки | П                | ½                | ½                | Ф                |
| Одиночки                 | жінки    | П                | Ф                | Ф                |                  |
| одиночка, легка вага     | чоловіки | П                | ½                | ½                | Ф                |
| одиночка, легка вага     | жінки    | П                | ½                | ½                | Ф                |
| Двійки                   | чоловіки | П                |                  |                  | Ф                |
| двійки парні             | чоловіки | П                | ½                | ½                | Ф                |
| двійки парні             | жінки    | П                | ½                | Ф                |                  |
| Двійки парні, легка вага | чоловіки | П                |                  |                  | Ф                |
| Двійки парні, легка вага | жінки    | П                | Ф                | Ф                |                  |
| Четвірки                 | чоловіки | П                | Ф                | Ф                |                  |
| Четвірки                 | жінки    | П                |                  |                  | Ф                |
| Четвірки, легка вага     | чоловіки | П                | Ф                | Ф                |                  |
| вісімки                  | чоловіки | П                |                  |                  | Ф                |

## Загальний медальний залік
| Місце  | Країна     | Золото | Срібло | Бронза | Загалом |
| ------ | ---------- | ------ | ------ | ------ | ------- |
| 1      | Росія      | 3      | 1      | 3      | 7       |
| 2      | Німеччина  | 3      | 1      | 0      | 4       |
| 3      | Литва      | 3      | 0      | 0      | 3       |
| 4      | Україна    | 1      | 4      | 3      | 8       |
| 5      | Білорусь   | 1      | 1      | 0      | 2       |
| 6      | ПАР        | 1      | 1      | 0      | 2       |
| 7      | Австрія    | 1      | 0      | 0      | 1       |
| 8      | Італія     | 0      | 1      | 2      | 3       |
| 9      | Франція    | 0      | 1      | 1      | 2       |
| 10     | Мексика    | 0      | 1      | 0      | 1       |
| 11     | Польща     | 0      | 1      | 0      | 1       |
| 12     | Чехія      | 0      | 1      | 0      | 1       |
| 13     | Угорщина   | 0      | 0      | 1      | 1       |
| 14     | Японія     | 0      | 0      | 1      | 1       |
| 15     | Нідерланди | 0      | 0      | 1      | 1       |
| 16     | Латвія     | 0      | 0      | 1      | 1       |
| Усього | Усього     | 13     | 13     | 13     | 39      |

## Медалісти

### Чоловіки
| Категорія                | Золото | Срібло | Бронза |
| Одиночки                 | Міндаугас Грісконіс Литва (LTU) | Патрік Лоліхер Мексика (MEX) | Сергій Гуменний Україна (UKR) |
| Одиночка, легка вага     | Юліус Пешель Німеччина (GER) | Єжи Ковальський Польща (POL) | Габор Чепрегі Угорщина (HUN) |
| Двійки                   | Росія Олександр Чаукін Юрій Пшеничников | Україна Антон Холязников Віктор Гребенников | Франція Жан Нурі Уго Лаборд |
| Двійки парні             | Литва Роландас Масцінскас Саулюс Ріттер | Україна Іван Довгодко Олександр Надтока | Росія Дмитро Хмильнін Денис Прибил |
| Двійки парні, легка вага | Австрія Пауль Зібер Бернхард Зібер | Україна Ігор Хмара Станіслав Ковальов | Італія Сімоне Мольтені Леоне Марія Барбаро |
| Четвірки                 | Німеччина Янн-Едцард Юнкманн Мілан Джамбашевіч Кай Рюкбродт Олександр-Ніколас Еглер                                                                    | Італія Сімоне Феррарезі Сімоне Мартіні Матті Боскеллі Елія Соланіо                                                                                 | Росія Андрій Столяров Василь Степанов Михайло Бєлов [[Денис Нікіфоров                                                                                               |
| Четвірки, легка вага     | Німеччина Тобіас Францманн Штефан Валлат Даніель Візготт Лассе Антчак                                                                                  | Франція Морган Монуар Бартелемі Агосто Клеман Фонте Едуар Жуанвіль                                                                                 | Японія Масато Кобаясі Хірохіде Сакагамі Юсуке Сато Юсаку Аракі |
| Вісімки                  | Росія Лев Гриценко Віктор Місюткін Ростислав Дрожжачіх Георгій Єфременко Іван Баландін Микола Баландін Антон Заруцький Данило Андрієнко Павло Сафонкін | Україна Денис Чорний Станіслав Чумраєв Іван Юрченко Василь Завгородній Віталій Цуркан Іван Футрик Дмитро Міхай Анатолій Радченко Владислав Нікулін | Нідерланди Хюго ван Велзен Вінсент ван дер Лер Стеф Брюнінк Мартен ван Блокланд Жонатан Лемер Герт Хемінга Менно ван Бліттерсвейк Метью Клейне Пунті Марк Хюммелінк |

### Жінки
| Категорія                | Золото                                                                              | Срібло                                                           | Бронза                                                                     |
| одиночки                 | Наталія Довгодко Україна (UKR)                                                      | Їтка Антосова Чехія (CZE)                                        | Ельза Гулбе Латвія (LAT)                                                   |
| одиночка, легка вага     | Кірстен-Мішель Маккенн ПАР (RSA)                                                    | Ольга Аркадова Росія (RUS)                                       | Елеонора Трівелла Італія (ITA)                                             |
| двійки парні             | Литва Доната Вістартайте Мільда Вальчукайте                                         | Білорусь Тетяна Кухта Катерина Шлюпская                          | Україна Ганна Кравченко Альона Буряк                                       |
| Двійки парні, легка вага | Білорусь Ірина Лєскова Альона Кривошеєнко                                           | Німеччина Катрін Тома Нора Вессель                               | Росія Ганна Язикова Наталя Варфоломєєва                                    |
| четвірки                 | Росія Юлія Позднякова Оксана Стрєлкова Анастасія Карабельщікова Олександра Федорова | ПАР Клер-Луїз Боде Кетрін Старк Кейт Крістовіц Холлі-Джин Нортон | Україна Катерина Шеремет Ілона Романеску Євгенія Німченко Дарина Верхогляд |